# Lista de episódios de Law & Order: Special Victims Unit (temporadas 1–19)
Law & Order: Special Victims Unit, o primeiro desdobramento de Law & Order, é uma série americana policial e processual de televisão que enfoca crimes de natureza sexual. Embora a vítima seja frequentemente assassinada, nem sempre é esse o caso, e as vítimas muitas vezes desempenham papéis importantes nos episódios. A série frequentemente usa histórias que são "retiradas das manchetes" ou baseadas em crimes reais. Esses episódios pegam um crime real e o tornam ficcional, alterando os detalhes. A série estreou na NBC em 20 de setembro de 1999, e sua vigésima primeira temporada terminou em 23 de abril de 2020.
A maioria dos títulos de episódios de Law & Order: Special Victims Unit entre as temporadas 3 e 12 são uma única palavra ou acrônimos. Das temporadas 13 a 17 e da temporada 21 em diante, o padrão muda para aquele em que os episódios têm um título com o número de letras correspondendo ao número da temporada. Da décima oitava à vigésima temporada, os títulos dos episódios não seguem um padrão fixo.
Até 23 de abril de 2020, 481 episódios da série foram exibidos.

## Visão geral
| Temporada | Temporada | Episódios | Episódios | Originalmente exibido  | Originalmente exibido |
| Temporada | Temporada | Episódios | Episódios | Estreia da temporada   | Final da temporada    |
| --------- | --------- | --------- | --------- | ---------------------- | --------------------- |
|           | 1         | 22        | 22        | 20 de setembro de 1999 | 19 de maio de 2000    |
|           | 2         | 21        | 21        | 20 de outubro de 2000  | 11 de maio de 2001    |
|           | 3         | 23        | 23        | 28 de setembro de 2001 | 17 de maio de 2002    |
|           | 4         | 25        | 25        | 27 de setembro de 2002 | 16 de maio de 2003    |
|           | 5         | 25        | 25        | 23 de setembro de 2003 | 18 de maio de 2004    |
|           | 6         | 23        | 23        | 21 de setembro de 2004 | 24 de maio de 2005    |
|           | 7         | 22        | 22        | 20 de setembro de 2005 | 16 de maio de 2006    |
|           | 8         | 22        | 22        | 19 de setembro de 2006 | 22 de maio de 2007    |
|           | 9         | 19        | 19        | 25 de setembro de 2007 | 13 de maio de 2008    |
|           | 10        | 22        | 22        | 23 de setembro de 2008 | 2 de junho de 2009    |
|           | 11        | 24        | 24        | 23 de setembro de 2009 | 19 de maio de 2010    |
|           | 12        | 24        | 24        | 22 de setembro de 2010 | 18 de maio de 2011    |
|           | 13        | 23        | 23        | 21 de setembro de 2011 | 23 de maio de 2012    |
|           | 14        | 24        | 24        | 26 de setembro de 2012 | 22 de maio de 2013    |
|           | 15        | 24        | 24        | 25 de setembro de 2013 | 21 de maio de 2014    |
|           | 16        | 23        | 23        | 24 de setembro de 2014 | 20 de maio de 2015    |
|           | 17        | 23        | 23        | 23 de setembro de 2015 | 25 de maio de 2016    |
|           | 18        | 21        | 21        | 21 de setembro de 2016 | 24 de maio de 2017    |
|           | 19        | 24        | 24        | 27 de setembro de 2017 | 23 de maio de 2018    |
|           | 20        | 24        | 24        | 27 de setembro de 2018 | 16 de maio de 2019    |
|           | 21        | 20        | 20        | 26 de setembro de 2019 | 23 de abril de 2020   |
|           | 22        | 16        | 16        | 12 de novembro de 2020 | 3 de junho de 2021    |

## Episódios

### 1ª temporada (1999–2000)
- Robert Palm deixa o show como produtor executivo.
- Michelle Hurd (Monique Jefferies) aparece como um personagem recorrente dos episódios 1 ao 13. Ela é então adicionada ao elenco principal a partir do 14º episódio.

(milhões)
| N.º na série | N.º na temp. | Título                     | Dirigido por       | Escrito por                                                                                | Exibição original       | Audiência nos EUA |
| --- | ------------ | -------------------------- | ------------------ | ------------------------------------------------------------------------------------------ | ----------------------- | ----------------- |
| 1 | 1            | "Payback"                  | Jean de Segonzac   | Dick Wolf                                                                                  | 20 de setembro de 1999  | 14.10             |
| Dois detetives da Unidade de Vítimas Especiais do Departamento de Polícia de Nova Iorque, Olivia Benson e Elliot Stabler, investigam o esfaqueamento e castração de um motorista de táxi, para descobrirem que a vítima comprou a licença falsificada de um interno (Matt Skollar) na prisão em Rikers. Investigação posterior revela que o homem morto era um soldado sérvio, chamado Stefan Tanzic, que foi indiciado por crimes de limpeza étnica. Sendo ela mesma uma pessoa nascida em função de um estupro, Benson tem dificuldades em separar isto do caso após se dar conta de que a vítima era um estuprador. Stabler tenta protegê-la de ultrapassar os limites em sua tentativa de proteger suspeitos, os quais ela considera terem ações justificadas. - Angie Harmon tem uma aparição especial como a promotora Abbie Carmichael.           |              |                            |                    |                                                                                            |                         |                   |
| 2 | 2            | "A Single Life"            | Jean de Segonzac   | Dick Wolf                                                                                  | 27 de setembro de 1999  | N/A               |
| Quando o corpo de Gretchen Quinn é encontrado vestindo somente um vestido vermelho, após ter sido atirado por uma janela, Benson e Stabler logo descobrem que "Gretchen Quinn" era apenas um apelido. Ao tentar entender a vida dela, os detetives são levados ao psiquiatra da vítima (Dennis Boutsikaris) e um repórter conhecido da televisão (Michael Nouri) — ambos se relacionavam com ela. Rapidamente vem a tona o fato de que ela era uma jovem que mudou seu nome e identidade após sair do colegial, para fugir de seu pai sexualmente abusivo (Paul Hecht). - Angie Harmon tem uma aparição especial como a promotora Abbie Carmichael. |              |                            |                    |                                                                                            |                         |                   |
| 3 | 3            | "...Or Just Look Like One" | Rick Rosenthal     | Michael R. Perry                                                                           | 4 de outubro de 1999    | N/A               |
| Após a modelo adolescente Jazmin Burgess ser agredida, assassinada e largada em frente ao Hospital Roosevelt, Benson e Stabler investigam para descobrir por que uma garota de dezesseis anos estava sozinha na rua após a meia-noite. Altos níveis de drogas no sistema sanguíneo de Jazmin leva os investigadores a olhar não apenas a agência da modelo, mas também seu fotógrafo (Ritchie Coster), que supervisionou a sua última sessão de fotos (e a tirou rispidamente do trabalho, porque ela estava "muito pesada"). O desgosto de Stabler com a questão inteira é agravada pela sua preocupação com sua filha, Maureen, que tem se recusado a comer e pode estar anoréxica. - Participação especial de Jerry Orbach como o Detetive Lennie Briscoe, Jesse L. Martin como o Detetive Ed Green, e Carolyn McCormick como a Dra. Elizabeth Olivet |              |                            |                    |                                                                                            |                         |                   |
| 4 | 4            | "Hysteria"                 | Richard Dobbs      | Dawn DeNoon & Lisa Marie Petersen                                                          | 11 de outubro de 1999   | 13,72             |
| Quando uma jovem é encontrada morta, acredita-se que ela seja uma prostituta e a última vítima de um Serial Killer. Enquanto investigam sua vida caseira, no entanto, Benson e Stabler se dão conta de que a vítima não se encaixa no padrão, e no fim das contas, talvez não esteja conectada às outras mortes. Após os instintos de Munch levarem a equipe a crer que o suspeito é um policial (Joe Lisi), Cragen consulta seu velho amigo, o Detetive Lennie Briscoe, por ajuda. - Participação especial de Jerry Orbach como o Detetive Lennie Briscoe. |              |                            |                    |                                                                                            |                         |                   |
| 5 | 5            | "Wanderlust"               | David Jones        | Wendy West                                                                                 | 18 de outubro de 1999   | N/A               |
| Após um escritor viajante (Bruce Barney) ser encontrado nu, estrangulado e espancado até a morte, tendo lingerie enfiada na garganta, os detetives suspeitam inicialmente do namorado (John Dossett) de sua senhoria (Patricia Richardson), um molestador de crianças condenado. Porém, a suspeita rapidamente se volta à própria senhoria e sua filha (Lynn Collins), que pareceu interessada demais no que seu inquilino fazia. Após descobrir que a filha tinha um relacionamento sexual com o mesmo, as coisas tomam um rumo ainda mais estranho. |              |                            |                    |                                                                                            |                         |                   |
| 6 | 6            | "Sophomore Jinx"           | Clark Johnson      | John Chambers                                                                              | 25 de outubro de 1999   | 12,48             |
| Após uma estudante ser encontrada estuprada e assassinada numa faculdade local, Benson e Stabler focam sua atenção em dois jogadores destacados no time de basquete da universidade. No entanto, a instituição, sem querer arriscar a publicidade negativa que a investigação poderia trazer para ela e para o campeonato vindouro, bloqueia a investigação a cada momento. O pior dos segredos, no entanto, estava com um dos professores da jovem. - Angie Harmon tem uma aparição especial como a promotora Abbie Carmichael. - O ministro batista Al Sharpton faz participação especial interpretando a si mesmo. |              |                            |                    |                                                                                            |                         |                   |
| 7 | 7            | "Uncivilized"              | Michael Fields     | História por : Robert Palm Roteiro por : Robert Palm & Wendy West                          | 15 de novembro de 1999  | N/A               |
| Quando um menino é encontrado assassinado, a suspeita leva Benson e Stabler até um molestador recentemente em condicional (Stephen Bogardus), que em breve se torna um caso teste para uma aplicação nova e mais ampla de Tratamento involuntário. Embora ambos odeiem o que o criminoso fez no passado, fica rapidamente óbvio aos detetives que os jovens que inicialmente apontaram na direção dele (Jerry Careccio e Dominick Charles Carbone) estão escondendo segredos terríveis por sua própria conta. |              |                            |                    |                                                                                            |                         |                   |
| 8 | 8            | "Stalked"                  | Peter Medak        | Roger Garrett                                                                              | 22 de novembro de 1999  | N/A               |
| Quando o corpo de um promotor assistente é encontrado violado e agredido no Central Park, Benson deixa suas emoções tomarem o melhor dela, enquanto se cobra para trazer o estuprador suspeito, um corretor de imóveis local (Bruce Kirkpatrick), à justiça. Stabler tenta fazer o parceiro de negócios do homem ajudar na investigação, mas Benson pode ser aquela que precisa de ajuda. |              |                            |                    |                                                                                            |                         |                   |
| 9 | 9            | "Stocks & Bondage"         | Constantine Makris | Michael R. Perry                                                                           | 29 de novembro de 1999  | N/A               |
| Quando uma analista financeira e devota de BDSM é encontrada estrangulada até ser morta em um arreio de couro e em sua cama, os detetives em princípio suspeitam de suicídio ou de morte acidental por asfixia autoerótica. No entanto, a descoberta de uma grande quantidade de diamantes escondidos leva os detetives a um mundo sombrio de lavagem de dinheiro e fraude de títulos. |              |                            |                    |                                                                                            |                         |                   |
| 10 | 10           | "Closure (Part I)"         | Stephen Wertimer   | Wendy West                                                                                 | 7 de janeiro de 2000    | N/A               |
| Benson faz o melhor que pode para ajudar uma vítima de estupro (Tracy Pollan), que consegue descrever seu ataque em detalhes, mas não o criminoso (Neil Maffin). Quando os detetives revisitam o caso alguns meses depois, eles encontram a mulher ainda menos disposta a falar sobre o ocorrido, já que ela diz que o superou. As coisas se tornam desconfortáveis na equipe quando Benson e Cassidy, que passaram uma noite juntos, argumentam sobre se o relacionamento deveria continuar. - Angie Harmon tem uma aparição especial como a promotora Abbie Carmichael. |              |                            |                    |                                                                                            |                         |                   |
| 11 | 11           | "Bad Blood"                | Michael Fields     | Dawn DeNoon & Lisa Marie Petersen                                                          | 14 de janeiro de 2000   | N/A               |
| A morte de um jovem gay inicialmente leva Benson e Stabler a investigar seu pai homofóbico, mas uma vez que começam a olhar pra dentro da vida dos acordos do rapaz, eles percebem que a pessoa pela qual estão procurando pode estar mais perto do que imaginam. Munch tenta ajudar Benson a encontrar o homem que estuprou a sua mãe. - Angie Harmon tem uma aparição especial como a promotora Abbie Carmichael. |              |                            |                    |                                                                                            |                         |                   |
| 12 | 12           | "Russian Love Poem"        | Rick Rosenthal     | Eva Nagorski                                                                               | 21 de janeiro de 2000   | 14,3              |
| Quando Andrew Harlin, um multimilionário bissexual, é encontrado assassinado em sua casa, os detetives dirigem sua suspeita à longa lista de amantes da vítima. Evidências na cena do crime levam os investigadores a um par de acompanhantes russas, mas antes que consigam obter a verdade delas, uma aparece morta, e o namorado (Olek Krupa) da outra confessa o assassinato. |              |                            |                    |                                                                                            |                         |                   |
| 13 | 13           | "Disrobed"                 | David Platt        | Janet Tamaro                                                                               | 4 de fevereiro de 2000  | N/A               |
| Depois que um integrante da justiça é encontrado morto em seu carro, os detetives começam a procurar em suas coisas pessoais e descobrem que por vezes ele produzia vereditos especiais para mulheres, obtendo favores sexuais em troca. A equipe rapidamente dirige sua atenção a uma esposa agredida (Kathryn Meisle) que possui um segredo. O Detetive Cassidy se transfere para a divisão de Narcóticos da polícia, se sentindo inapto a lidar com os casos da unidade de vítimas especiais — o que deixa Munch sem um parceiro. |              |                            |                    |                                                                                            |                         |                   |
| 14 | 14           | "Limitations"              | Constantine Makris | Michael R. Perry                                                                           | 11 de fevereiro de 2000 | N/A               |
| A pedidos de uma vítima, o comissário de polícia vai até Cragen com um pedido especial: fechar o caso do homem que estuprou três mulheres (Jenny Bacon, Judith Hawkins e Seana Kofoed) há aproximadamente cinco anos, antes que o crime prescreva. Os detetives, no fim, obtém uma pista quando descobrem que uma das vítimas conhece o estuprador, mas não quer falar sobre. Após a saída de Cassidy, Munch faz parceria com Jeffries. |              |                            |                    |                                                                                            |                         |                   |
| 15 | 15           | "Entitled"                 | Ed Sherin          | História por : Dick Wolf, René Balcer & Robert Palm Roteiro por : Robert Palm & Wendy West | 18 de fevereiro de 2000 | N/A               |
| Após um vendedor ser assassinado, os detetives reviram sua atenção a Stephanie Mulroney (Noelle Beck), a filha mais nova de uma família conhecida, possuidora de conexões importantes. Porém, quando juntam forças com os policiais do 27º distrito, eles descobrem que seu caso está conectado com um outro, aberto e antigo, no qual Lennie Briscoe trabalhou há anos com seu parceiro anterior, o Detetive Mike Logan. - Esta é a primeira metade de um crossover de dois episódios, que se conclui em Law & Order. - Participações especiais de Jerry Orbach como Detetive Lennie Briscoe, Jesse L. Martin como o Detetive Ed Green, Sam Waterston como o Promotor Sênior Jack McCoy, Steven Hill como o Promotor Adam Schiff e Angie Harmon como a Promotora Asssistente Abbie Carmichael.                                                          |              |                            |                    |                                                                                            |                         |                   |
| 16 | 16           | "The Third Guy"            | Jud Taylor         | Dawn DeNoon & Lisa Marie Petersen                                                          | 25 de fevereiro de 2000 | N/A               |
| Uma senhora é encontrada amarrada e agredida sexualmente em seu apartamento e a suspeita, inicialmente, recai sobre os jovens que invadiram a sua casa e a roubaram. Assim que são pegos pela polícia, fica claro que havia mais alguém no apartamento. A delação premiada inicialmente não funciona bem, mas eles finalmente chegam a um acordo que deixa os detetives com um novo caso — se a pessoa que cometeu o estupro (Denis O'Hare) — tinha distúrbios mentais. |              |                            |                    |                                                                                            |                         |                   |
| 17 | 17           | "Misleader"                | Richard Dobbs      | História por : Nick Harding & Nick Kendrick Roteiro por : Nick Kendrick                    | 31 de março de 2000     | N/A               |
| Após a enteada grávida de um líder cristão proeminente (Robert Foxworth) ser encontrada assassinada em seu quarto de hotel, os detetives investigam uma onda de roubos em hotéis, para descobrirem que seu adultério (e o provável pai da sua criança) foi o que a levou a ser morta. |              |                            |                    |                                                                                            |                         |                   |
| 18 | 18           | "Chat Room"                | Richard Dobbs      | Roger Garrett                                                                              | 14 de abril de 2000     | N/A               |
| Quando uma adolescente (Paz de la Huerta) entra na sala da unidade para contar aos detetives que foi estuprada por um homem que conheceu na internet, os detetives organizam uma operação para pegá-lo em flagrante. Os detetives terminam incomodando poderosos enquanto Munch interpreta a criança para a execução da grande captura. |              |                            |                    |                                                                                            |                         |                   |
| 19 | 19           | "Contact"                  | Michael Zinberg    | Robert Palm & Wendy West                                                                   | 28 de abril de 2000     | 12,84             |
| Após sete jovens, num prazo de seis meses, serem estupradas por um criminoso ágil (Sal Viscuso) nos metrôs da cidade, o chefe chama um psiquiatra para ajudar a equipe a entrar na cabeça do delinquente. Quando é pego, todas as vítimas o identificam no processo de reconhecimento da polícia, porém as identidades são evitadas. No entanto, os detetives descobrem que ele possui a carteira de motorista de uma nova vítima, que pode fazê-lo ser preso. |              |                            |                    |                                                                                            |                         |                   |
| 20 | 20           | "Remorse"                  | Alexander Cassini  | Michael R. Perry                                                                           | 5 de maio de 2000       | N/A               |
| A repórter televisiva Sarah Logan (Jennifer Esposito) se recusa a deixar seu estupro recente abatê-la, e fala sobre suas experiências no ar, levando à prisão de um jovem que a equipe sente ser responsável. Durante o curso da investigação, Munch e Jeffries se tornam incomumente afetados pelo caso, embora de formas diferentes. |              |                            |                    |                                                                                            |                         |                   |
| 21 | 21           | "Nocturne"                 | Jean de Segonzac   | Wendy West                                                                                 | 12 de maio de 2000      | 13,7              |
| Depois de uma farmácia mostrar algumas fotos assustadoras de um menino, os detetives prendem um professor de piano (Kent Broadhurst) por abuso sexual de menor. Depois de o garoto afirmar ter visto outras fotos de meninos na casa do professor, os detetives conseguem um mandado e descobrem uma série de vídeos que documentam a vida de um jovem chamado Evan (Wilson Jermaine Heredia). Acreditando que ele pode elevar ou destruir o caso, a equipe procura por ele, apenas para descobrir que seu testemunho pode não ajudar em nada porque Evan está mais abalado mais profundamente do que entendiam. |              |                            |                    |                                                                                            |                         |                   |
| 22 | 22           | "Slaves"                   | Ted Kotcheff       | Lisa Marie Petersen & Dawn DeNoon                                                          | 19 de maio de 2000      | N/A               |
| Depois de um lojista trazer um pedido de ajuda à equipe, os detetives começam a tentar localizar uma jovem romena chamada Ilena (Layla Alexander), que não tem sido vista há meses. O time eventualmente a encontra trabalhando como babá na casa dos Morrows (Andrew McCarthy e Susan Floyd), um casal Yuppie de sucesso que possui um segredo terrível. Um psicólogo forense analisa o time, e apresenta as descobertas perturbadoras a Cragen, sugerindo que um dos detetives deve ser removido da equipe imediatamente. - Robert Palm deixa o programa como Produtor Executivo. |              |                            |                    |                                                                                            |                         |                   |

### 2ª temporada (2000–2001)
- Stephanie March (Alexandra Cabot) e Ice-T (Fin Tutuola) se juntam ao elenco.
- Michelle Hurd (Monique Jeffries) deixa o elenco após o episódio "Fuga".
- Neal Baer começa a assumir o cargo de produtor executivo.

(milhões)
| N.º na série | N.º na temp. | Título            | Dirigido por       | Escrito por | Exibição original       | Audiência nos EUA |
| --- | ------------ | ----------------- | ------------------ | --- | ----------------------- | ----------------- |
| 23 | 1            | "Wrong is Right"  | Ted Kotcheff       | Jeff Eckerle & David J. Burke                                                                                         | 20 de outubro de 2000   | 13,39             |
| A filha do detetive Stabler testemunha um crime terrível, tendo como vítima um homem que tinha uma vida secreta. Enquanto isto, há mudanças na promotoria, ao mesmo tempo em que Stabler e Jeffries são sabatinados pelo departamento. |              |                   |                    | |                         |                   |
| 24 | 2            | "Honor"           | Alan Metzger       | Jonathan Greene & Robert F. Campbell                                                                                  | 27 de outubro de 2000   | 13,20             |
| Uma mulher encontrada no parque tem sinais de ser violentamente agredida. Ela é identificada como Nafeesa Amir, filha do diplomata afegão Saleh Amir (Marshall Manesh). Durante a investigação, os detetives descobrem que Nafeesa e seu irmão Jaleel (Anil Kumar) foram criados de acordo com as tradições do Taliban, onde uma "morte por honra" é a punição por desobediência. Embora sua individualidade tenha sido suprimida por toda a sua vida, a unidade pede ajuda a Aziza Amir (Susham Bedi), esperando que o amor que ela sente pela filha seja mais forte.                                                            |              |                   |                    | |                         |                   |
| 25 | 3            | "Closure, Part 2" | Jean de Segonzac   | História por : Wendy West Roteiro por : Wendy West, Judith McCreary & David J. Burke                                  | 3 de novembro de 2000   | 13,40             |
| Stabler e Benson investigam um abuso sexual muito similar àquele em que ambos trabalharam há seis meses. Eles supõem que o principal suspeito do caso anterior (Neil Maffin) é o responsável novamente. As coisas se tornam mais complicadas quando descobrem que ele está sendo seguido e monitorado por sua até então alegada vítima (Tracy Pollan), que está desesperada para ter sua vida de volta. - Participação especial de Doris Belack como a juíza Margaret Barry. |              |                   |                    | |                         |                   |
| 26 | 4            | "Legacy"          | Jud Taylor         | Jeff Eckerle | 10 de novembro de 2000  | 13,40             |
| Uma menina de sete anos de idade que sofreu abuso está em coma profundo, enquanto os detetives investigam os membros de sua família disfuncional para determinar a origem do abuso. Depois de sua mãe (Jennifer Dundas Lowe), seu pai (Paul Michael Valley) e irmão (Adam Zolotin) mentirem para protegerem uns aos outros, Munch se emociona por conta de um caso similar, que o assombrou por anos. |              |                   |                    | |                         |                   |
| 27 | 5            | "Baby Killer"     | Juan J. Campanella | Lisa Marie Petersen & Dawn DeNoon                                                                                     | 17 de novembro de 2000  | 12,80             |
| A trágica morte por projétil de uma menina leva os investigadores ao pequeno Elias (Nicolas Martí Salgado). Elliot e Olivia o entrevistam com seus pais (Sara Ramirez e Robert Montano), já que ele é um dos suspeitos de assassinato mais jovens que eles já questionaram. Enquanto isso, Alex discute com seus colegas sobre que punição seria ética. Evidência balística revela que Elias pegou a arma após um assassinato relacionado a gangues, que ele deve ter testemunhado. Além de prover Circunstâncias atenuantes para o caso de Elias, isto permitiria aos detetives o acesso a um criminoso procurado (Carlos Leon). |              |                   |                    | |                         |                   |
| 28 | 6            | "Noncompliance"   | Elodie Keene       | Judith McCreary | 24 de novembro de 2000  | 15,40             |
| A questão dos direitos dos pacientes vem a tona quando um homem esquizofrênico (Kevin Breznahan), se recusando a tomar sua medicação, é um suspeito em esfaquear até a morte um estudante de psicologia. Contra os desejos de sua mãe (Kathleen Chalfant), a corte eventualmente o medica. - O episódio marca a primeira aparição da legista Melinda Warner, interpretada por Tamara Tunie, uma personagem que se tornaria assídua na série. |              |                   |                    | |                         |                   |
| 29 | 7            | "Asunder"         | David Platt        | Judith McCreary | 1 de dezembro de 2000   | 15,40             |
| A verdade por trás do estupro alegado de uma mulher (Amy Carlson) pelo seu esposo (Nestor Serrano), policial, vem à tona quando uma história de abuso doméstico é descoberta. Monique Jeffries deixa a equipe e protocola uma ação contra o Departamento de Polícia de Nova Iorque por discriminação. |              |                   |                    | |                         |                   |
| 30 | 8            | "Taken"           | Michael Fields     | Dawn DeNoon & Lisa Marie Petersen                                                                                     | 15 de dezembro de 2000  | 14,31             |
| O caso de uma vítima de estupro de dezessete anos (Jenna Lamia), durante a festa de abertura de um hotel de luxo familiar, toma um rumo estranho quando sua família imediata tenta manter o escândalo em sigilo, preparando uma ação judicial. Os detetives rapidamente descobrem que a garota não é tão inocente quanto finge ser, especialmente quando um homem inocente (Derek Cecil) é pego no esquema. Benson tem dificuldades em enfrentar a morte da mãe. |              |                   |                    | |                         |                   |
| 31 | 9            | "Pixies"          | Jean de Segonzac   | História por : Clifton Campbell, Jeff Eckerle & Tracey Stern Roteiro por : Tracey Stern                               | 12 de janeiro de 2001   | 14,80             |
| A investigação sobre o assassinato de uma ginasta envolve seu rígido treinador (Philip Casnoff), um rico investidor (Armand Schultz) e uma competidora (Kate Mara). |              |                   |                    | |                         |                   |
| 32 | 10           | "Consent"         | James Quinn        | Jeff Eckerle | 19 de janeiro de 2001   | 13,60             |
| Kelly D'Leah (Tammy Blanchard), aluna de universidade, é estuprada durante uma festa de fraternidade estudantil, mas não se lembra de nada a respeito do ocorrido. Os detetives descobrem que ela teve as drogas conhecidas como "Boa noite, Cinderela" em seu sistema, o que deixou a equipe com muitos suspeitos e cúmplices. Por fim, descobrem ainda que o garoto que transou com Kelly (Zak Orth) não tinha o conhecimento de que ela havia sido drogada. |              |                   |                    | |                         |                   |
| 33 | 11           | "Abuse"           | Richard Dobbs      | História por : Gwendolyn M. Parker, Lisa Marie Petersen & Dawn DeNoon Roteiro por : Dawn DeNoon & Lisa Marie Petersen | 26 de janeiro de 2001   | 15,20             |
| Stabler e Benson suspeitam que negligência parental tenha levado à morte trágica do filho (Paul Tiesler) de dois famosos cantores, incluindo a sua mãe (Christine Andreas), levando-os a temer por sua filha pequena Ashley (Hayden Panettiere). Benson se dá conta de que os pais, obcecados com a carreira dela, estão ignorando Ashley e que seus gritos por atenção desesperados tenham levado a jovem a ferimentos físicos. Quando Benson pressiona os envolvidos, a reação da mãe põe seu emprego em risco. |              |                   |                    | |                         |                   |
| 34 | 12           | "Secrets"         | Arthur W. Forney   | História por : Wendy West, Robert F. Campbell & Jonathan Greene Roteiro por : Robert F. Campbell & Jonathan Greene    | 2 de fevereiro de 2001  | 15,72             |
| Um caso envolvendo o estupro e assassinato de um professor encontra um obstáculo depois que o tabu na história sexual de uma mulher é exposto por um dos seus alunos. |              |                   |                    | |                         |                   |
| 35 | 13           | "Victims"         | Constantine Makris | Nick Kendrick | 9 de fevereiro de 2001  | 14,90             |
| Um ex-policial (Eric Roberts), agora um ativista comunitário, é um suspeito nos assassinatos de criminosos sexuais conhecidos que compartilham certa característica — a qual fere suas vítimas para sempre. Uma delas (Rosemarie DeWitt) tenta se suicidar, deixando Stabler numa situação de potencial ameaça à vida. |              |                   |                    | |                         |                   |
| 36 | 14           | "Paranoia"        | Constantine Makris | Nick Kendrick | 16 de fevereiro de 2001 | 14,90             |
| O estupro de uma policial veterana (Khandi Alexander), que treinou Benson, é primeiramente ligado às dívidas do seu ex-marido, e depois, também aos seus colegas policiais. |              |                   |                    | |                         |                   |
| 37 | 15           | "Countdown"       | Steve Shill        | Dawn DeNoon & Lisa Marie Petersen                                                                                     | 23 de fevereiro de 2001 | 15,50             |
| Os detetives trabalham contra o relógio para encontrar uma menina sequestrada, enquanto as pistas apontam para um Serial Killer (Jonathan Fried) que mata suas vítimas após três dias, e segue um padrão muito específico: durante estes três dias, o homem tem um "Dia de Festa", um "Dia de Fotos" e no final um "Dia Especial", no qual a vítima é estuprada e assassinada. A investigação é ajudada pela última vítima do criminoso (Andrea Bowen), que escapou dele. |              |                   |                    | |                         |                   |
| 38 | 16           | "Runaway"         | Richard Dobbs      | Nick Kendrick & David J. Burke                                                                                        | 2 de março de 2001      | 14,56             |
| A busca pela filha desaparecida de um policial (Kelly Karbacz), que leva os detetives por uma cultura rave underground que atende os adolescentes rebeldes, é vista pelos olhos do pessoal do esquadrão e suas entrevistas com a Corregedoria. A Unidade de Vítimas Especiais emprega a ajuda do informante Tito Frank (Sean Nelson) e Monique Jeffries, que retorna em sua aparição final para ajudar seus ex-colegas a encontrar a menina desaparecida. Darrell Hammond interpreta um advogado estranho, Ted Bolger. |              |                   |                    | |                         |                   |
| 39 | 17           | "Folly"           | Jud Taylor         | Todd Robinson | 23 de março de 2001     | 14,30             |
| O espancamento de um jovem (Eddie Cahill) traz à tona um serviço perigoso de acompanhantes masculinos, no qual a chefe (Patricia Kalember) pode ter razões para enviar sua equipe em encontros potencialmente mortais. |              |                   |                    | |                         |                   |
| 40 | 18           | "Manhunt"         | Stephen Wertimer   | Jeff Eckerle | 20 de abril de 2001     | 12,70             |
| Quando os detalhes de um sequestro revelam similaridades com uma série de estupros e assassinatos anteriores, Munch e Fin se encontram buscando um Serial Killer (R.E. Rodgers). O assassino se mostra excepcionalmente inteligente quando toma vantagem da confiança que seu parceiro (Paul Sparks) tem nele e explora a lei de exploração canadense. |              |                   |                    | |                         |                   |
| 41 | 19           | "Parasites"       | David Platt        | Martin Weiss | 27 de abril de 2001     | 13,40             |
| Quando os restos de uma jovem são encontrados enterrados em um pátio de apartamento, com um colar e coleira, Benson e Stabler determinam que ela é Ava Parulis (Mili Avital), uma imigrante romena que foi levada aos Estados Unidos para um casamento arranjado. Eles descobrem, através da distante gêmea, Irina (Mili Avital), que a mulher morta deixou um marido abusivo, e obteve o hábito de tomar vantagem de pretendentes ricos. Porém, a investigação tem uma reviravolta quando o registro de arcada dentária conta a verdadeira identidade da mulher.                                                                 |              |                   |                    | |                         |                   |
| 42 | 20           | "Pique"           | Steve Shill        | Judith McCreary | 4 de maio de 2001       | 14,30             |
| Observados por um psiquiatra do FBI, George Huang (BD Wong), os detetives notam um motivo terrível para o assassinato de um empregado de companhia de software por parte de um colega demitido, quando descobrem sobre o suspeito perturbado (Chad Lowe) e seu verdadeiro relacionamento com uma mãe arrogante (Margot Kidder). - Participação especial de Doris Belack como a juíza Margaret Barry. |              |                   |                    | |                         |                   |
| 43 | 21           | "Scourge"         | Alex Zakrzewski    | História por : Neal Baer Roteiro por : Robert F. Campbell & Jonathan Greene                                           | 11 de maio de 2001      | 15,06             |
| A equipe busca um assassino em série (Richard Thomas) que justifica seus crimes com motivações paranoicas e religiosas, disparadas por uma condição médica rapidamente degenerativa. Embora saiba que ele venha sendo estimulado a matar, sua esposa (Karen Allen) implora à acusação que mostre compaixão em função da sua condição, Neurossífilis. |              |                   |                    | |                         |                   |

### 3ª temporada (2001–2002)
(milhões)
| N.º na série | N.º na temp. | Título         | Dirigido por        | Escrito por | Exibição original      | Audiência nos EUA |
| --- | ------------ | -------------- | ------------------- | --- | ---------------------- | ----------------- |
| 44 | 1            | "Repression"   | Henry J. Bronchtein | Marilyn Osborn | 28 de setembro de 2001 | 15,80             |
| Quando uma terapeuta (Shirley Knight) ajuda Megan Ramsey (Kelly Hutchinson), de 18 anos, a se lembrar de seu abuso na infância por parte do seu pai (Brian Kerwin), ela relata o incesto aos detetives da Unidade de Vítimas Especiais, esperando que isso pouparia suas irmãs mais novas de sofrerem do mesmo destino. A princípio, sua mãe (Amy Irving) não acredita nela, mas eventualmente toda a família se vira contra o dito pai, ignorando seus protestos que são ajudados pela descoberta de evidências contaminadas. A frágil família inteira depois se torna suspeita quando o pai é assassinado. Eventualmente, fica provado que Megan é virgem e que o estupro foi uma falsa memória, plantada pela terapeuta. A irmã de Megan (Blythe Auffarth) confessa acidentalmente ter matado o pai dela, e a polícia prende a terapeuta, acusando-a de negligência. |              |                |                     | |                        |                   |
| 45 | 2            | "Wrath"        | Jean de Segonzac    | Judith McCreary | 5 de outubro de 2001   | 15,04             |
| Três pessoas não-relacionadas, conectadas apenas a casos passados da Detetive Benson, são encontradas ritualisticamente mortas. Por fim, o assassino (Justin Kirk) está decidido a se vingar, já que foi previamente preso por Benson e passou anos na cadeia por um crime que não cometeu. Quando isto é revelado, Benson se distrai com o luto e sente que falhou em seu dever mais importante. Apesar da ameaça à vida, ela fica obcecada com o caso e resolve o problema. - Participação especial de Ben Gazzara. |              |                |                     | |                        |                   |
| 46 | 3            | "Stolen"       | James Quinn         | Jonathan Greene & Robert F. Campbell                                                                                 | 12 de outubro de 2001  | 17,20             |
| Quando um bebê é sequestrado de sua mãe (Kerri Green) em uma bomboneria, os detetives Benson e Stabler são levados a Mark Sanford (Bruce Altman), um advogado privado de adoção com práticas de mercado questionáveis. A investigação do serviço de adoção abre um caso de uma criança de doze anos, originalmente operado pelo sargento Max Greevey e o líder da Unidade de Vítimas Especiais, Don Cragen. A questão envolvia um menino (Ian Cronin) que desapareceu desde que era apenas um bebê, após sua mãe ter sido assassinada. O Capitão Cragen se junta com Munch para resolver o caso. |              |                |                     | |                        |                   |
| 47 | 4            | "Rooftop"      | Steve Shill         | História por : Neal Baer, Robert F. Campbell & Jonathan Greene Roteiro por : Robert F. Campbell & Jonathan Greene    | 19 de outubro de 2001  | 15,44             |
| Uma série de estupros, um mais violento que o outro, acontece em uma comunidade de afro-americanos. Os detetives suspeitam prontamente de um criminoso sexual soropositivo (Dorian Missick), que foi liberado recentemente da prisão (um personagem em parte inspirado pelo criminoso da vida real, Nushawn Williams); no entanto, ele morre de overdose e é encontrado em um telhado. Os ataques continuam e a filha de amigos de infância do detetive Tutuola é assassinada. Quando não encontram nada, seu irmão, Rodney Thompson (Todd Williams) acusa a polícia de limitar o orçamento colocado no caso. Somente quando uma décima quinta vítima é morta, seus momentos finais, somados à persistência de Thompson, dão a polícia o necessário para encontrar o assassino. |              |                |                     | |                        |                   |
| 48 | 5            | "Tangled"      | Jean de Segonzac    | Lisa Marie Petersen & Dawn DeNoon                                                                                    | 26 de outubro de 2001  | 16,50             |
| Um doutor conhecido é morto e sua esposa (Lisa Eichhorn) é estuprada. Os detetives Benson e Stabler questionam o filho afastado e problemático (Geoffrey Wigdor), proveniente do casamento anterior da vítima. Eles também encontram um paciente antigo (John-Lule Montias), que guarda rancor contra o doutor. Quando o estuprador ataca a antiga amante do doutor (Liza Weil), o time percebe que tanto a esposa quanto a amante sabem mais do que falam. |              |                |                     | |                        |                   |
| 49 | 6            | "Redemption"   | Ted Kotcheff        | Jeff Eckerle | 2 de novembro de 2001  | 14,58             |
| O detetive Stabler se junta a John "Hawk" Hawkins (David Keith), um policial "cowboy", instável, para desgosto de Benson. Eles tentam pegar um estuprador e assassino em série. Seu suspeito é um prisoneiro recentemente libertado (Kevin Chamberlin), que foi colocado na cadeia há anos em função de Hawk. Infelizmente, eles deduzem que não só o predador é outro, como também que o prisoneiro anterior é inocente dos assassinatos anteriores, o que significa que Hawkins é o responsável por colocar um homem inocente atrás das grades. |              |                |                     | |                        |                   |
| 50 | 7            | "Sacrifice"    | Lesli Linka Glatter | História por : Javier Grillo-Marxuach Roteiro por : Javier Grillo-Marxuach & Samantha Howard Corbin                  | 9 de novembro de 2001  | 16,20             |
| Um homem não identificado (Mark-Paul Gosselaar) é encontrado morto e violentado sexualmente em um beco, nas proximidades de um bar gay. Os detetives descobrem que a vítima e sua esposa (Elizabeth Banks) tem uma filha jovem (Audrey Twitchell) com fibrose cística e que eles trabalharam na indústria pornográfica para pagar pelas despesas médicas dela. A principal testemunha (Kevin Geer), que está se recuperando do vício em drogas, enfurece Fin, fazendo com que ele repense seu dever como policial. |              |                |                     | |                        |                   |
| 51 | 8            | "Inheritance"  | Juan J. Campanella  | História por : Kathy Ebel Roteiro por : Kathy Ebel, Michele Fazekas & Tara Butters                                   | 16 de novembro de 2001 | 14,50             |
| Uma jovem asiática (Lynn Chen é severamente agredida e estuprada no local de um roubo. Benson e Stabler inicialmente suspeitam de membros de gangues asiáticas rivais, que estão disputando a lealdade da vítima. Tal teoria é descartada quando encontram uma outra vítima asiática e buscam o estuprador em série Darrell Guan (Marcus Chong). Guan foi banido ao ostracismo durante a infância e sente que até a sua mãe (Wai Ching Ho) não tem amor por ele. O caso chega quase ao lar de Benson em função de Guan também ser, como ela, nascido de um estupro. O julgamento foca no impacto da predisposição genética contra o contexto ambiental na natureza da violência. |              |                |                     | |                        |                   |
| 52 | 9            | "Care"         | Gloria Muzio        | Dawn DeNoon & Lisa Marie Petersen                                                                                    | 23 de novembro de 2001 | 14,86             |
| Uma menina de cinco anos de idade é encontrada brutalmente espancada até a morte na adoção. Os detetives Benson e Stabler investigam seus laços familiares complicados. Eles descobrem que a mãe biológica da menina (Erika LaVonn) sempre tentou obter sua filha de volta da mãe adotiva (Kathleen Wilhoite) e da avó adotiva (Piper Laurie). Então, eles investigam o seu irmão introvertido (Colin Fickes). O capitão Cragen toma a iniciativa de obter seu apoio com a ajuda de um video game. |              |                |                     | |                        |                   |
| 53 | 10           | "Ridicule"     | Constantine Makris  | Judith McCreary | 14 de dezembro de 2001 | 15,33             |
| O corpo de uma jovem esposa é encontrado após o que parece ser um acidente de asfixia erótica. Os detetives seguem sua ligação a um homem stripper (Pete Starrett). Ele revela a conexão entre eles: tal stripper foi recentemente estuprado por ela e duas amigas advogadas, Amelia Chase (Diane Neal) e Pam Adler (Paige Turco), após elas o algemarem a uma cama durante uma festa de despedida de solteiro. A promotora Cabot segue Povo v. Liberta (1984), e processa as mulheres, que são representadas por uma advogada de defesa (CCH Pounder), por este estupro de não-vulnerável de um homem, por parte de mulheres. A investigação de uma das mulheres, Pam Adler, então revela que o suposto suicídio foi, na verdade, um assassinato, já que a vítima planejava abrir o jogo e expor as estupradoras. - Participação especial de Dianne Wiest como a promotora Nora Lewin. - O episódio marca a estreia de Diane Neal em SVU, porém em um papel diferente daquele pelo qual será famosa entre os fãs. Posteriormente, ela interpretará a promotora Casey Novak por mais de cem episódios da série. |              |                |                     | |                        |                   |
| 54 | 11           | "Monogamy"     | Constantine Makris  | Michele Fazekas & Tara Butters                                                                                       | 4 de janeiro de 2002   | 17,71             |
| Uma mulher grávida (Tricia Paoluccio) é atacada e tem seu filho arrancado do seu ventre. Os detetives Benson e Stabler procuram apressadamente pelo bebê, esperando que ele ainda esteja vivo. O marido da vítima (John Ritter) parece chocado, mas logo fica claro que ela pode ter tido um caso com um Operário da construção civil (Bobby Cannavale). No julgamento resultante, Alex Cabot tenta encontrar uma forma de processar o marido enquanto evita o território controverso dos Direitos reprodutivos. |              |                |                     | |                        |                   |
| 55 | 12           | "Protection"   | Alex Zakrzewski     | Jonathan Greene & Robert F. Campbell                                                                                 | 11 de janeiro de 2002  | 17,00             |
| Um menino de seis anos é abandonado pela mãe (Elpidia Carrillo) em uma sala de emergência, após levar um tiro. Os detetives procuram pelos membros desaparecidos de sua família para encontrarem o atirador (Louie Leonardo), enquanto Munch tenta obter detalhes do irmão de dez anos da vítima (Jean-Luke Figueroa). Eventualmente, fica claro que toda a família está em perigo. |              |                |                     | |                        |                   |
| 56 | 13           | "Prodigy"      | Steve Shill         | Lisa Marie Petersen & Dawn DeNoon                                                                                    | 18 de janeiro de 2002  | 16,03             |
| Um casal é esfaqueado durante um encontro supostamente romântico num parque. A cabeça da mulher, tal qual suas mãos, está desaparecida, o que torna difícil o trabalho de identificação das vítimas por parte dos detetives. Rapidamente, eles descobrem que a cena do crime foi forjada e que a mulher era uma oficial da Manhattan Federation para prevenção de crueldade contra os animais. Isto os leva a várias pessoas de tal organização, assim como a rivais, e um jovem sociopata (Michael Pitt), que teve um relacionamento tumultuado com a vítima decapitada. No entanto, em breve eles detectam um suspeito mais violento (Brian Sullivan) e muito mais próximo. |              |                |                     | |                        |                   |
| 57 | 14           | "Prodigy"      | Arthur W. Forney    | Amanda Green | 25 de janeiro de 2002  | 16,76             |
| O corpo de uma mulher é encontrado perto do seu carro, depois de ter sido estuprado. Com Munch de muletas, Tutuola faz dupla com Benson para investigar qual era o motivo, tal qual o motivo de o carro da vítima estar cheio de falsos medicamentos. Quando outra mulher, Francesca Jesner (Khrystyne Haje), é estuprada, ela afirma que o criminoso é um policial (Michael O'Keefe), que a capturou após uma abordagem de rotina no trânsito. A necessidade de pegar o policial aumenta quando Jesner é capturada novamente. |              |                |                     | |                        |                   |
| 58 | 15           | "Execution"    | Alex Zakrzewski     | Judith McCreary | 1 de fevereiro de 2002 | 17,05             |
| Em três dias, o assassino em série Matthew Brodus (Nick Chinlund) está para ser executado pela Trenton State Prison. O detetive Stabler, acompanhado pelo doutor Huang, corre contra o tempo para descobrir se ele também matou e estuprou outra mulher. Tal confirmação proveria o encerramento da questão para os pais dela (William Hill e Laura Hughes). |              |                |                     | |                        |                   |
| 59 | 16           | "Popular"      | Jean de Segonzac    | História por : Kathy Ebel & Stephen Belber Roteiro por : Stephen Belber                                              | 1 de março de 2002     | 15,80             |
| A esposa do detetive Stabler (Isabel Gillies) diz a ele que sua amiga enfermeira (Laura Duncan), num hospital local, tratou de uma vítima de estupro (Brittany Slattery) de 14 anos de idade, que se recusou a reportar o crime à polícia ou à própria família. Stabler decide investigá-la de forma não-oficial, com a ajuda de sua parceira, a detetive Benson. Eles descobrem que ela e seus colegas estavam envolvidos em drogas e álcool, um fato que perturba a família dela. |              |                |                     | |                        |                   |
| 60 | 17           | "Surveillance" | Steve Shill         | Jeff Eckerle | 8 de março de 2002     | 16,40             |
| Uma jovem violoncelista, Cassie Germaine (Emily Deschanel), é atacada em seu apartamento. Os detetives investigam o condutor de sua orquestra, Robert Prescott (Michael Nader). Eles descobrem que ele estava envolvido com filmagem erótica amadora, e que o apartamento da vítima está cercado por câmeras escondidas, instaladas por um Stalking. |              |                |                     | |                        |                   |
| 61 | 18           | "Guilt"        | David Platt         | Michele Fazekas & Tara Butters                                                                                       | 29 de março de 2002    | 14,40             |
| A promotora Cabot trabalha com uma vítima relutante (Bret Harrison) e sua mãe (Kay Lenz) num caso de abuso sexual infantil. Ela ultrapassa os limites de seu trabalho para descobrir evidências contra o abusador (Beau Gravitte). Ela até mesmo envia os detetives para uma busca ilegal no apartamento do menino, e quase estraga não só o caso, mas também as carreiras de todos os envolvidos. |              |                |                     | |                        |                   |
| 62 | 19           | "Justice"      | Juan J. Campanella  | Dawn DeNoon & Lisa Marie Petersen                                                                                    | 5 de abril de 2002     | 16,60             |
| A enteada de um juíz (Keir Dullea) é estuprada e assassinada. O juíz é conhecido por sentenciar duramente criminosos sexuais. No entanto, segredos de família são revelados quando os detetives descobrem que a jovem se correspondia por escrito com muitos dos internos, afastados da sociedade pelo seu padrasto. |              |                |                     | |                        |                   |
| 63 | 20           | "Greed"        | Constantine Makris  | Robert F. Campbell & Jonathan Greene                                                                                 | 26 de abril de 2002    | 14,22             |
| A esposa (Mary Beth Hurt) de um homem de negócios (Henry Winkler) é encontrada assassinada e espancada no chão de sua cozinha. Com Munch ocupado na esfera legal, Fin tem o seu chefe Cragen como parceiro, enquanto Benson e Stabler lideram a investigação. Descobrindo semelhanças com um ataque anterior, os detetives primeiramente suspeitam de um estuprador em série. Rapidamente, no entanto, as evidências apontam para um roteiro elaborado e sinistro. |              |                |                     | |                        |                   |
| 64 | 21           | "Denial"       | Steve Shill         | Judith McCreary | 3 de maio de 2002      | 16,70             |
| Uma viciada em drogas (Martha Plimpton) é abusada sexualmente. Em sua bolsa, os detetives Benson e Stabler encontram um dedo de bebê em decomposição. Quando procuravam o responsável pelo ataque a ela e ao bebê, eles suspeitam que ela pode estar guardando informações para proteger sua mãe (Mary Steenburgen) ou avó (Estelle Parsons). Tutuola tenta ajudar ao esclarecer a situação dela. |              |                |                     | |                        |                   |
| 65 | 22           | "Competence"   | Jud Taylor          | História por : Jeff Eckerle, Jonathan Greene & Robert F. Campbell Roteiro por : Jonathan Greene & Robert F. Campbell | 10 de maio de 2002     | 17,70             |
| Uma mulher (Lois Smith) relata que sua filha de 22 anos, portadora da Síndrome de Down (Andrea Fay Friedman), está grávida porque um estuprador (Matt DeCaro) se aproveitou da inocência dela quanto a sexo. Os detetives Benson e Stabler precisam garantir que não se trata de sua mãe sendo superprotetora e em negação quanto à vida sexual da filha. O namorado da garota (James Badge Dale), que também tem a mesma síndrome, se oferece para ajudar a criar o bebê. A promotora Cabot então precisa interferir e obter ajuda das esferas mais altas, para resolver a peleja entre a mãe e a filha quanto a se deveria haver um aborto ou não. |              |                |                     | |                        |                   |
| 66 | 23           | "Silence"      | Steve Shill         | Patrick Harbinson | 17 de maio de 2002     | 14,27             |
| Um assassinato acontece dentro de uma igreja. Os detetives descobrem que o assassino (Sean Dugan) tem sido pago pela igreja para não relatar como sofreu abuso sexual de um padre, quando criança. Ele culpa a igreja por tomar sua inocência e acusa um padre de sua infância, o Padre Michael (Eric Stoltz), de molestá-lo. |              |                |                     | |                        |                   |

### 4ª temporada (2002–2003)
- BD Wong (George Huang) se junta oficialmente ao elenco.

(milhões)
| N.º na série | N.º na temp. | Título              | Dirigido por       | Escrito por                                                                              | Exibição original       | Audiência nos EUA |
| --- | ------------ | ------------------- | ------------------ | ---------------------------------------------------------------------------------------- | ----------------------- | ----------------- |
| 67 | 01           | "Chameleon"         | Jean de Segonzac   | Michele Fazekas & Tara Butters                                                           | 27 de setembro de 2002  | 15,60             |
| Os detetives seguem o encalço de um estuprador recentemente em liberdade condicional. O homem foi responsável pelo assassinato de uma trabalhadora do sexo, durante uma operação em um clube masculino. Os detetives são chamados ao local onde ele foi baleado em legítima defesa, e com sua própria arma. No entanto, a arma do crime também foi usada em outro delito, enquanto ele ainda estava preso, o que leva a unidade a investigar a vítima (Sharon Lawrence) por rastros deixados em casos não resolvidos, uma onda de gastos e uma outra vítima. - Participação especial de Dianne Wiest como a Promotora Nora Lewin. Esta é a aparição final da personagem em toda a franquia Law & Order. - O episódio é inspirado no caso de Aileen Wuornos, uma prostituta que afirmou ter assassinado 7 clientes em legítima defesa. |              |                     |                    |                                                                                          |                         |                   |
| 68 | 02           | "Deception"         | Constantine Makris | Michele Fazekas & Tara Butters                                                           | 4 de outubro de 2002    | 15,20             |
| Um retrato de família pintado por uma criança (Jennifer Michelle Brown) leva os detetives a investigarem sua mãe por abuso sexual infantil do seu enteado (Jonathan Bennett). Quando o pai do menino (Tom Mason) é encontrado assassinado, o foco da investigação muda para o garoto e sua madrasta (Sherilyn Fenn) vai longe para protegê-lo e prevenir os detetives de descobrirem a verdade. |              |                     |                    |                                                                                          |                         |                   |
| 69 | 03           | "Vulnerable"        | Juan J. Campanella | Lisa Marie Petersen & Dawn DeNoon                                                        | 11 de outubro de 2002   | 15,91             |
| Quando uma senhora (Jane Powell) invade um apartamento, os detetives descobrem que ela tem sido sofrido maus tratos mas precisam investigar sem informações de credibilidade da vítima em função de ela sofrer do Mal de Alzheimer. Eles descobrem que ela foi liberada de uma casa de repouso para a custódia do filho (Jay Thomas) afeito a esquemas, que se torna o suspeito principal. No entanto, eles voltam à casa de repouso para encontrar um par de suspeitos, incluindo a diretora (Mary Kay Place), que detalha os perigos encontrados tanto por pacientes quanto empregados, com o heroísmo dela se destacando precariamente. |              |                     |                    |                                                                                          |                         |                   |
| 70 | 04           | "Lust"              | Michael Fields     | Amanda Green                                                                             | 18 de outubro de 2002   | 15,10             |
| A esposa de um advogado aposentado (Michael Gross), médica da saúde pública, é encontrada morta e estuprada no Central Park. O trabalho dela envolvia o contato com parceiros sexuais de pacientes com o HIV, o que daria aos detetives uma lista enorme de suspeitos. A descoberta de um segundo corpo no Central Park, com a mesma assinatura de ação, muda o foco para um Serial Killer; no entanto, os rastros levam a um homem que não tem conhecimento dos crimes, mas possui uma conexão distante à doutora e seu esposo. |              |                     |                    |                                                                                          |                         |                   |
| 71 | 05           | "Disappearing Acts" | Alex Zakrzewski    | Judith McCreary                                                                          | 25 de outubro de 2002   | 16,50             |
| Os detetives respondem a um estupro brutal, somente para ter a vítima (Caprice Benedetti) levada em custódia por agentes federais, sob a acusação de extorsão. A investigação os leva a uma dupla de pai e filho (John Heard e Tom Guiry), que estão no programa de proteção à testemunha, e a uma agente (Pam Grier), que parece determinada a protegê-los independentemente da consequência, para que eles possam testemunhar contra a máfia russa. |              |                     |                    |                                                                                          |                         |                   |
| 72 | 06           | "Angels"            | Arthur W. Forney   | Jonathan Greene & Robert F. Campbell                                                     | 1 de novembro de 2002   | 15,30             |
| O corpo de um menino espancado, encontrado em um compartimento de malas de um transporte modal de aeroporto, envia os investigadores ao seu guardião, que foi descoberto como pedófilo; mas o seu corpo é descoberto em sua cama, com sua genitália removida. A averiguação posterior os leva a uma agência de viagens especialista em trajetos exóticos para predadores sexuais. Stabler fica em desgosto quando descobre que o responsável pelo assassinato e castração (Michael Hayden) é um abusador infantil, que matou um membro de sua própria organização para efetuar ainda mais coerção. |              |                     |                    |                                                                                          |                         |                   |
| 73 | 07           | "Dolls"             | Darnell Martin     | Amanda Green                                                                             | 8 de novembro de 2002   | 16,80             |
| Quando o corpo em decomposição de uma garota de cinco anos, abusada sexualmente, é descoberto, a investigação dos detetives os leva à dura realidade de que buscam um estuprador infantil em série (David Harbour), enquanto também correm para salvar a vida de sua última vítima. Enquanto a mãe da menina desaparecida (Gloria Reuben) freneticamente espera por notícias do paradeiro da filha, ela deve se reconciliar com o fato de que sua própria luta recente contra o vício pode ter influenciado no destino da menina. |              |                     |                    |                                                                                          |                         |                   |
| 74 | 08           | "Waste"             | Donna Deitch       | Dawn DeNoon & Lisa Marie Petersen                                                        | 15 de novembro de 2002  | 16,10             |
| A investigação sobre o estupro de uma mulher em coma leva a um médico (Bruce Davison), cuja pesquisa sobre células-tronco é patrocinada por um bilionário (Philip Bosco) com Doença de Parkinson, que está desesperado por uma cura. Há uma petição dos pais da mulher (Henry Woronicz e JoBeth Williams) pela custódia da criança que deveria ser colhida para a obtenção de células-tronco, enquanto a defesa argumenta que a experimentação em um paciente que provavelmente nunca acordará serve a um bem maior. |              |                     |                    |                                                                                          |                         |                   |
| 75 | 09           | "Juvenile"          | Constantine Makris | Michele Fazekas & Tara Butters                                                           | 22 de novembro de 2002  | 14,50             |
| Uma paciente de câncer que cultivava Cannabis em seu apartamento é encontrada estuprada e morta, enviando os detetives numa caça a dois estudantes do início do ensino médio (Shane Lyons e Connor Paolo), um culpando o outro. A equipe de acusação encontra o dilema de julgar o mais novo como um adulto, apesar de evidências de que ele não era mentalmente capaz de estar apto a assumir os crimes. |              |                     |                    |                                                                                          |                         |                   |
| 76 | 10           | "Resilience"        | Joyce Chopra       | Patrick Harbinson                                                                        | 6 de dezembro de 2002   | 16,20             |
| Quando uma garota de 15 anos de idade (Rachael Bella) é salva de pular em frente de um trem, a Unidade de Vítimas Especiais é chamada para ajudá-la. Ela acusa falsamente um ex-namorado (Billy Lush) de estupro, mas quando a busca se vira para a sua família problemática, descobertas surpreendentes são obtidas. Através de um pai excessivamente cuidadoso (Titus Welliver), crianças misteriosas e um bracelete que pertenceu a uma vítima de assassinato, os detetives destrincham uma trama em que os pais da jovem usariam crianças como substitutas. |              |                     |                    |                                                                                          |                         |                   |
| 77 | 11           | "Damaged"           | Juan J. Campanella | Barbie Kligman                                                                           | 10 de janeiro de 2003   | 16,60             |
| Quando uma menina de seis anos de idade, que se machucou duramente em um roubo de apartamento que terminou mal, acaba morrendo, os detetives investigam a família, o balconista e o filho (Christopher Denham) de um promotor reconhecido (Michael Gaston) que apareceu para frustrar o crime. Após as evidências aparecerem e dizerem que a irmã mais velha da menina (Ari Graynor) estava namorando o predador sexual referido, a promotora Cabot tenta desfazer o acordo que foi feito com ela para que testemunhasse. |              |                     |                    |                                                                                          |                         |                   |
| 78 | 12           | "Risk"              | Juan J. Campanella | Robert F. Campbell & Jonathan Greene                                                     | 17 de janeiro de 2003   | 16,30             |
| Quando um bebê morre após beber fórmula infantil com cocaína, os detetives enfrentam o Sargento Ed Tucker (Robert John Burke), que tem perseguido um grupo que rouba cocaína via leite artificial. A experiência de Tutuola na Divisão de Narcóticos mostra-se útil e Stabler é enviado ao serviço infiltrado, como um negociador potencial. O time chega em alguém do seu próprio time: o detetive Greg Kendall (Matt Mulhern), um policial altamente condecorado que se rebela. No entanto, a operação tem um imprevisto e Stabler é colocado numa situação de matar ou morrer. |              |                     |                    |                                                                                          |                         |                   |
| 79 | 13           | "Rotten"            | Constantine Makris | Judith McCreary                                                                          | 24 de janeiro de 2003   | 16,10             |
| Em sua investigação da morte de um prisioneiro, Benson e Tutuola descobrem que ele foi agredido antes de ser preso. Posteriormente, eles descobrem vários assassinatos de traficantes na mesma delegacia onde o homem foi preso, e dois policiais do local (William Mapother e Terry Serpico) tinham conexões com todos os casos. |              |                     |                    |                                                                                          |                         |                   |
| 80 | 14           | "Mercy"             | David Platt        | Christos N. Gage & Ruth C. Fletcher                                                      | 31 de janeiro de 2003   | 15,50             |
| Quando o corpo de uma recém-nascida é encontrado dentro de um cooler, os detetives precisam investigar exatamente quem ela é, e como ela foi parar ali. Rapidamente, eles descobrem que a menina tinha um distúrbio genético, conhecido como Doença de Tay-Sachs, que a levaria a uma morte dolorosa na infância. Quando os pais (Elizabeth Mitchell e Gregg Edelman) admitem terem matado sua filha humanamente, para poupá-la de seu destino, Cabot precisa processá-los por assassinato, apesar de ter reservas quanto a isso. Tomando um interesse no caso, o detetive Munch participa do julgamento. |              |                     |                    |                                                                                          |                         |                   |
| 81 | 15           | "Pandora"           | Alex Zakrzewski    | Michele Fazekas & Tara Butters                                                           | 7 de fevereiro de 2003  | 15,50             |
| Com Olivia ligada a um caso de abuso infantil, Stabler se junta a um detetive da homicídios (William McNamara) para resolver o brutal caso de assassinato e estupro de uma mulher que, no fim, descobre-se estar atraindo pedófilos para que sejam presos. As pistas levam a uma garota de 14 anos de idade que está desaparecida (Alexis Dziena), que foi abduzida por um pedófilo estrangeiro (Lothaire Bluteau). A caça leva Stabler até Praga, onde a Interpol investiga o comércio sexual europeu. Quando clientes em Nova Iorque são descobertos, Stabler resgata uma garota da casa de um molestador (Stephen Gevedon). |              |                     |                    |                                                                                          |                         |                   |
| 82 | 16           | "Tortured"          | Steve Shill        | Lisa Marie Petersen & Dawn DeNoon                                                        | 14 de fevereiro de 2003 | 14,50             |
| Uma mulher tibetana, que foi torturada em seu país de origem, é encontrada assassinada, sem um dos pés. Após uma busca cansativa sob suspeitos em potencial, o assassino (Charlie Hofheimer) é descoberto ser uma vítima de tortura nas mãos da mãe (Margaret Colin), que tentou usar de violência pra curá-lo de seu fetiche por sapatos. |              |                     |                    |                                                                                          |                         |                   |
| 83 | 17           | "Privilege"         | Jean de Segonzac   | Patrick Harbinson                                                                        | 21 de fevereiro de 2003 | 15,00             |
| Os detetives são chamados a uma cena do crime: uma jovem vestida em uniforme de empregada aparentemente se suicidou, ao se jogar de uma cobertura; no entanto, por causa do nível dos ferimentos relacionados à atividade sexual, eles acreditam que ela pode ter sido estuprada e morta. Fica exposto o motivo do assassinato quando os detetives detectam um estranho relacionamento entre um dos ocupantes da cobertura (Erik von Detten) e sua avó (Michael Learned). |              |                     |                    |                                                                                          |                         |                   |
| 84 | 18           | "Desperate"         | David Platt        | Amanda Green                                                                             | 14 de março de 2003     | 16,48             |
| Quando um menino (Max Jansen Weinstein) testemunha a violência sexual brutal, o estupro e o assassinato de sua madrasta (Amy Dorris), seu pai biológico (Rob Estes) bloqueia os esforços dos detetives para questioná-lo. O garoto é incapaz de falar devido ao medo e ao trauma de seu pai. O filho dele é o suspeito principal no assassinato de sua segunda esposa. Embora a ordem judicial para compelir o testemunho do menino seja emitida, o juiz ainda ordena a unidade que não fale com ele. Já que não há muito tempo antes do início do julgamento, um esforço desesperado é empregado para que o garoto volte a ter contato com sua mãe biológica (Signy Coleman), que desapareceu há três anos com a ajuda de uma rede de suporte para vítimas de violência doméstica. Após o menino falar com sua mãe, ela dá a ele coragem de revelar a identidade do assassino de sua madrasta.                                           |              |                     |                    |                                                                                          |                         |                   |
| 85 | 19           | "Appearances"       | Alex Zakrzewski    | História por : Liz Friedman, Vanessa Place & Stephen Belber Roteiro por : Stephen Belber | 28 de março de 2003     | 15,31             |
| Em uma viagem de campo, um estudante diz ao seu professor sobre uma mala de viagem que encontrou; o mestre imediatamente contacta a polícia em busca do esquadrão antibombas. A polícia então encontra o corpo de uma menina dentro da mala, e o caso é passado para os detetives da SVU. Eles descobrem que a menina estava num circuito de concursos de beleza. Um dos suspeitos diz aos detetives como achou uma forma de matar a garota. Um profissional do campo da pornografia (Brian Kerwin) é colocado sob julgamento por dar instruções quanto a como matar, por meio de uma suposta história de pornografia infantil no site da sua empresa. O material é observado como algo não atingido pelas leis de pornografia infantil, já que consiste de imagens de modelos que foram digitalmente alteradas para parecerem menores. As implicações por liberdade de expressão trazem o antigo mentor de Cabot para auxiliar a defesa. |              |                     |                    |                                                                                          |                         |                   |
| 86 | 20           | "Dominance"         | Steve Shill        | Robert F. Campbell & Jonathan Greene                                                     | 4 de abril de 2003      | 15,80             |
| Um homicídio quádruplo com conotações sexuais é apenas o início de uma intensa propagação de assassinatos, os quais trazem um detetive da Homícidios à mistura. Enquanto todo o time luta contra o tempo para prevenir mortes futuras, as evidências levam Tutuola a um superintendente predial (Frank Langella), seus dois filhos (Ian Somerhalder e Jason Ritter) e um fardo a carregar. |              |                     |                    |                                                                                          |                         |                   |
| 87 | 21           | "Fallacy"           | Juan J. Campanella | História por : Josh Kotcheff & Barbie Kligman Roteiro por : Barbie Kligman               | 18 de abril de 2003     | 14,80             |
| Benson e Stabler tentam provar legítima defesa quando uma vítima de estupro (Katherine Moennig) mata seu criminoso. Os acontecimentos tomam uma rota incomum quando descobrem que a vítima é transgênero. O namorado desta (Chad Lindberg) fica chocado ao descobrir o fato e comete suicídio. Quando a longa angústia da mulher é detalhada no julgamento, Cabot começa a se sentir culpada sobre enviá-la à prisão (neste caso, seria uma prisão masculina para uma mulher transexual pré-operatória). - Participação especial de Fred Thompson como o chefe da promotoria Arthur Branch. |              |                     |                    |                                                                                          |                         |                   |
| 88 | 22           | "Futility"          | Alex Zakrzewski    | Michele Fazekas & Tara Butters                                                           | 25 de abril de 2003     | 13,50             |
| Após prender um homem (Fred Savage) acusado de estuprar várias mulheres numa vizinhança, os detetives Benson e Stabler tentam indiciar um suspeito com a ajuda de uma testemunha ocular chave: sua última vítima (Myndy Crist). No entanto, a decisão do suspeito de propor a sua própria defesa põe dúvida sobre o resultado do julgamento quando ele se mostra um oponente formidável para a promotora Cabot. |              |                     |                    |                                                                                          |                         |                   |
| 89 | 23           | "Grief"             | Constantine Makris | Adisa Iwa                                                                                | 2 de maio de 2003       | 14,00             |
| Uma garçonete é encontrada morta do lado externo de um bar. Sua morte é definida como suicídio porque seu chefe (Paul Leyden) continuamente a estuprava e afundava em depressão. Quando o pai da vítima (Joe Morton) se torna próximo demais de Stabler, ele também surta e promete vingança contra o estuprador da filha. |              |                     |                    |                                                                                          |                         |                   |
| 90 | 24           | "Perfect"           | Rick Wallace       | Jonathan Greene & Robert F. Campbell                                                     | 9 de maio de 2003       | 12,90             |
| Uma menina de 14 anos de idade assassinada leva aos detetives a um médico famoso ([[]]) que é especialista em terapia reprodutiva. Para custear sua pesquisa sobre clonagem humana, ele estabeleceu abrigos na cidade de Nova Iorque para meninas jovens e problemáticas. Quando descobrem uma desaparecida ([[]]) entre elas, a equipe descobre também que os abrigos na verdade doutrinam as garotas para um culto, com o propósito de engravidá-las. As próprias filhas do doutor são vendidas para casais inocentes e incapazes de conceber crianças, que pensam que seu próprio DNA tem sido usado para produzir um bebê clonado. Com vários subordinados aceitando a culpa, Cabot não consegue processar o médico até que a líder do abrigo onde a menina desaparecida estava ([[]]) tome a iniciativa de revelar a verdade. |              |                     |                    |                                                                                          |                         |                   |
| 91 | 25           | "Soulless"          | Chad Lowe          | Dawn DeNoon & Lisa Marie Petersen                                                        | 16 de maio de 2003      | 13,70             |
| Uma vítima de estupro, Chloe Dutton (Peyton List), é levada ao hospital em uma noite com uma estampa de bar em sua mão, e quando Benson tenta entrevistá-la, ela insiste que não foi estuprada e que estava bêbada. Pouco tempo depois, a enfermeira anuncia que o estuprador tomou Chloe do hospital. A jovem é encontrada morta e um dos suspeitos envolvidos (Logan Marshall-Green) é um sociopata com histórico de assassinato. - Episódio inspirado no caso de Jesse Pomeroy, um assassino americano condenado do século XIX e também a pessoa mais jovem na história de Massachusetts a ser condenada a assassinato em primeiro grau. |              |                     |                    |                                                                                          |                         |                   |

### 5ª temporada (2003–2004)
- Stephanie March (promotora Alexandra Cabot) deixa o elenco após o episódio "Loss". Seu personagem é "morto" e colocado no Programa de Proteção a Testemunhas. March (Cabot) é substituído por Diane Neal como promotora Casey Novak no episódio "Serendipity".

### 6ª temporada (2004–2005)
- Stephanie March retorna para reprisar seu papel como a promotora Alexandra Cabot em um episódio ("Ghost"). Sua personagem foi regular em SVU da 2ª à 5ª temporada.

### 7ª temporada (2005–2006)
- Tamara Tunie (a legista Melinda Warner) se junta oficialmente ao elenco.

### 8ª temporada (2006–2007)
- Connie Nielsen teve um arco de seis episódios como Detetive Dani Beck desde o episódio "Clock" até o episódio "Cage", não aparecendo em "Infiltrated".

### 9ª temporada (2007–2008)
- Adam Beach (Detetive Chester Lake) junta-se ao elenco e sai com Diane Neal (promotora Casey Novak) no final.

### 10ª temporada (2008–2009)
- Michaela McManus (promotora Kim Greylek) se junta ao elenco após substituir Diane Neal ( Casey Novak) no décimo quinto episódio, "Lead", onde ela é substituída por Stephanie March (Alexandra Cabot) de modo recorrente.

Law & Order: Special Victims Unit (season 10)

### 11ª temporada (2009–2010)
- Christine Lahti teve um arco de quatro episódios como Promotora Executiva Sonya Paxton; do episódio de estreia da temporada "Unstable" até "Hammered". Ela também retorna no oitavo episódio, "Turmoil".
- Stephanie March voltou ao elenco como promotora Alexandra Cabot; começando com o episódio "Hardwired" e indo até o episódio "Witness".
- Sharon Stone teve um arco de quatro episódios como a promotora Jo Marlowe, do episódio "Torch" ao episódio final da temporada, "Shattered".

### 12ª temporada (2010–2011)
- Melissa Sagemiller tem um arco contínuo de episódios como a promotora Gillian Hardwicke, começando com o episódio "Branded" e indo até o episódio "Bombshell".[3][4]
- Diane Neal retorna para reprisar seu papel como a promotora Casey Novak em um episódio ("Reparations"). Sua personagem foi regular em SVU das temporadas 5 à 9.[5]
- Neal Baer deixa a série como produtor executivo no final da temporada.[6][7]
- Christopher Meloni (Det. Elliot Stabler), BD Wong (George Huang) e Tamara Tunie (Melinda Warner) deixam o elenco após o episódio final da temporada ("Smoked").[8][9]

### 13ª temporada (2011-2012)
- Warren Leight começa a assumir o cargo de produtor executivo.
- Danny Pino (Detetive Nick Amaro) e Kelli Giddish (Detetive Amanda Rollins) juntam-se ao elenco.
- Stephanie March (Alexandra Cabot) e Diane Neal (Casey Novak) retornam como personagens recorrentes.
- Tamara Tunie (Melinda Warner) é movida do elenco principal para um papel recorrente.
- BD Wong (Dr. George Huang) repete seu papel em "Father Dearest" após sua saída do elenco, em julho de 2011.

### 14ª temporada (2012–2013)
- Raul Esparza tem um arco contínuo como promotor Rafael Barba a partir do terceiro episódio.

### 15ª temporada (2013–2014)
- Raúl Esparza (promotor Rafael Barba) é promovido ao elenco principal.
- Richard Belzer (Sargento John Munch) deixa o elenco principal após o 5º episódio.
- Dann Florek (Capitão Don Cragen) deixa o elenco principal após o 11º episódio.

### 16ª temporada (2014–2015)
- Peter Scanavino entra como convidado recorrente nos três primeiros episódios, interpretando o detetive Dominick "Sonny" Carisi, Jr. Ele é promovido ao elenco principal no quinto episódio.
- Danny Pino (Detetive Nick Amaro) deixa o elenco após o final da temporada ("Surrendering Noah").

### 17ª temporada (2015–2016)
- Andy Karl tem um arco contínuo como o Sargento Mike Dodds, começando com "Maternal Instincts" e indo até "Heartfelt Passages", quando seu personagem morre em conflito com o agente prisional investigado pela UVE.
- BD Wong reprisou seu papel como Dr. George Huang no episódio "Depravity Standard". Esta foi sua quarta participação no programa desde sua saída no final da 12ª temporada.
- Warren Leight deixa a série como produtor executivo no final da temporada.

### 18ª temporada (2016–2017)
- Rick Eid assume como produtor executivo. Em maio de 2017, foi anunciado que ele deixaria a série como produtor executivo no final desta temporada.

### 19ª temporada (2017–2018)
- Michael S. Chernuchin assume como produtor executivo.
- Philip Winchester se junta ao elenco no décimo terceiro episódio como Peter Stone após o cancelamento de Chicago Justice.[10]
- Raúl Esparza deixa o elenco no 13º episódio, “The Undiscovered Country”.[11]

## Lançamentos para Home Video
| Temporada | Episódios | Datas de lançamento de DVD | Datas de lançamento de DVD | Datas de lançamento de DVD | Datas de lançamento de DVD |
| Temporada | Episódios | Região 1                   | Região 2                   | Região 4                   | Discos                     |
| --------- | --------- | -------------------------- | -------------------------- | -------------------------- | -------------------------- |
| 1         | 22        | 21 de outubro de 2003      | 28 de fevereiro de 2005    | 19 de janeiro de 2005      | 6                          |
| 2         | 21        | 27 de setembro de 2005     | 21 de novembro de 2005     | 8 de março de 2006         | 6                          |
| 3         | 23        | 30 de janeiro de 2007      | 23 de julho de 2007        | 1 de agosto de 2007        | 6                          |
| 4         | 25        | 4 de dezembro de 2007      | 10 de setembro de 2007     | 21 de novembro de 2007     | 6                          |
| 5         | 25        | 14 de setembro de 2004     | 16 de junho de 2008        | 2 de julho de 2008         | 6                          |
| 6         | 23        | 1 de abril de 2008         | 22 de setembro de 2008     | 3 de dezembro de 2008      | 5                          |
| 7         | 22        | 29 de julho de 2008        | 16 de fevereiro de 2009    | 4 de março de 2009         | 5                          |
| 8         | 22        | 17 de fevereiro de 2009    | 13 de abril de 2009        | 3 de junho de 2009         | 5                          |
| 9         | 19        | 26 de maio de 2009         | 31 de agosto de 2009       | 30 de setembro de 2009     | 5                          |
| 10        | 22        | 22 de setembro de 2009     | 28 de dezembro de 2009     | 4 de fevereiro de 2010     | 5                          |
| 11        | 24        | 21 de setembro de 2010     | 16 de janeiro de 2017      | 1 de dezembro de 2010      | 6                          |
| 12        | 24        | 27 de setembro de 2011     | 16 de janeiro de 2017      | 7 de dezembro de 2011      | 6                          |
| 13        | 23        | 25 de setembro de 2012     | 27 de fevereiro de 2017    | 28 de novembro de 2012     | 6                          |
| 14        | 24        | 24 de setembro de 2013     | 27 de fevereiro de 2017    | 7 de novembro de 2013      | 6                          |
| 15        | 24        | 23 de setembro de 2014     | 27 de março de 2017        | 4 de dezembro de 2014      | 6                          |
| 16        | 23        | 11 de agosto de 2015       | 27 de março de 2017        | 11 de dezembro de 2015     | 6                          |
| 17        | 23        | 13 de setembro de 2016     | 28 de novembro de 2016     | 12 de outubro de 2016      | 5                          |
| 18        | 21        | 13 de fevereiro de 2018    | TBA                        | 6 de dezembro de 2017      | 4                          |
| 19        | 24        | 4 de setembro de 2018      | TBA                        | 26 de setembro de 2018     | 4                          |
| 20        | 24        | 10 de setembro de 2019     | TBA                        | 18 de setembro de 2019     | 6                          |

## References
1. ↑  Conan, Neal (29 de setembro de 2009). «'Law & Order' Writer Turns Headlines Into TV». Talk of the Nation. National Public Radio. Consultado em 14 de dezembro de 2009
2. ↑  Flaherty, Michael (3 de dezembro de 1999). «'Law & Order', 'Friends' and TV's Other Champs & Chumps». Entertainment Weekly. Consultado em 17 de outubro de 2017. Cópia arquivada em 19 de novembro de 2015
3. ↑  Ausiello, Michael (10 de setembro de 2010). «'Law & Order: SVU' scoop: 'Bar' girl Melissa Sagemiller is new ADA». Entertainment Weekly. Consultado em 11 de setembro de 2010. Cópia arquivada em 11 de setembro de 2010
4. ↑  Rudolph, Ileane (10 de setembro de 2010). «SVU Producer Neal Baer Explains ADA Shakeup». TV Guide. Consultado em 11 de setembro de 2010
5. ↑  Michael Ausiello (1 de março de 2011). «Law & Order: SVU Scoop: Diane Neal Returns! –». TVLine. Consultado em 8 de outubro de 2013
6. ↑  Andreeva, Nellie (23 de novembro de 2010). «'Law & Order: SVU' Showrunner Neal Baer Signs Big Overall Deal With CBS TV Studios»
7. ↑  Stanhope, Kate (23 de novembro de 2010). «Showrunner Neal Baer Leaving Law & Order: SVU After 11 Years for CBS»
8. ↑  Webb Mitovich, Matt; Ausiello (24 de maio de 2011). «Exclusive: Chris Meloni Exits Law & Order: SVU». TVLine. Mail.com Media. Consultado em 24 de maio de 2011
9. ↑  Mitovich, Matt (17 de julho de 2011). «Fall TV Scoop: B.D. Wong Reveals His SVU Fate». TVLine. Mail.com Media. Consultado em 29 de setembro de 2011
10. ↑  «Law & Order: Special Victims Unit on NBC – "The Undiscovered Country" (#1913)». The Futon Critic. Consultado em 2 de fevereiro de 2018
11. ↑  Roots, Kimberly; Roots, Kimberly (8 de fevereiro de 2018). «SVU Star Raúl Esparza Exits Series». Consultado em 6 de novembro de 2019
12. ↑  Lambert, David (21 de julho de 2003). «Law & Order: Special Victims Unit – 1st Season!». TVShowsOnDVD. Consultado em 21 de julho de 2003. Cópia arquivada em 5 de dezembro de 2007
13. ↑  «Law & Order: Special Victims Unit – Season 1 – Complete [1999] [DVD]». Amazon.co.uk. Consultado em 23 de setembro de 2005
14. ↑  «Law & Order: Special Victims Unit – The 1st Year (6 Disc Set) (DVD)». EzyDVD. Consultado em 16 de dezembro de 2014. Cópia arquivada em 27 de junho de 2015
15. ↑  Lambert, David (8 de julho de 2005). «Law & Order: Special Victims Unit – Second Season in September!». TVShowsOnDVD. Consultado em 8 de julho de 2005. Cópia arquivada em 5 de dezembro de 2007
16. ↑  «Law & Order: Special Victims Unit – Season 2 – Complete [2000] [DVD]». Amazon.co.uk. Consultado em 17 de setembro de 2005
17. ↑  «Law & Order: Special Victims Unit – The 2nd Year: 2000–2001 Season (6 Disc Set) (DVD)». EzyDVD. Consultado em 16 de dezembro de 2014. Cópia arquivada em 18 de agosto de 2014
18. ↑  Lambert, David (10 de novembro de 2006). «Law & Order: Special Victims Unit – Yup, more SVU in 2007 – Season 3 Announced – Artwork Added». TVShowsOnDVD. Consultado em 10 de novembro de 2006. Cópia arquivada em 5 de dezembro de 2007
19. ↑  «Law & Order: Special Victims Unit – Season 3 – Complete [2001]». Amazon.co.uk. Consultado em 18 de maio de 2007
20. ↑  «Law & Order: Special Victims Unit – The 3rd Year (6 Disc Set) (DVD)». EzyDVD. Consultado em 16 de dezembro de 2014. Cópia arquivada em 13 de agosto de 2014
21. ↑  Lambert, David (19 de setembro de 2007). «Law & Order: Special Victims Unit – Investigate the Package Art for The 4th Year DVD Set». TVShowsOnDVD. Consultado em 19 de setembro de 2007. Cópia arquivada em 6 de dezembro de 2007
22. ↑  «Law & Order: Special Victims Unit – Season 4 – Complete [2002]». Amazon.co.uk. Consultado em 6 de janeiro de 2009
23. ↑  «Law & Order: Special Victims Unit – Season 4 (6 Disc Set) (DVD)». EzyDVD. Consultado em 16 de dezembro de 2014. Cópia arquivada em 18 de agosto de 2014
24. ↑  Lambert, David (1 de junho de 2004). «Law & Order: Special Victims Unit – 'Backwards' L&O releases continue with SVU». TVShowsOnDVD. Consultado em 1 de junho de 2004. Cópia arquivada em 25 de outubro de 2007
25. ↑  «Law & Order: Special Victims Unit – Season 5 – Complete [2003] [DVD]». Amazon.co.uk. Consultado em 23 de agosto de 2010
26. ↑  «Law & Order: Special Victims Unit – Season 5 (6 Disc Set) (DVD)». EzyDVD. Consultado em 16 de dezembro de 2014. Cópia arquivada em 27 de junho de 2015
27. ↑  Lambert, David (11 de janeiro de 2008). «Law & Order: Special Victims Unit – Special Delivery: Package Art Just Arrived for The 6th Year!». TVShowsOnDVD. Consultado em 11 de janeiro de 2008. Cópia arquivada em 14 de janeiro de 2008
28. ↑  «Law & Order: Special Victims Unit – Season 6 – Complete [2004] [DVD]». Amazon.co.uk. Consultado em 16 de dezembro de 2014
29. ↑  «Law & Order: Special Victims Unit – Season 6 (5 Disc Set) (DVD)». EzyDVD. Consultado em 16 de dezembro de 2014. Cópia arquivada em 26 de junho de 2015
30. ↑  Lambert, David (29 de abril de 2008). «Law & Order: Special Victims Unit – The 7th Year DVD Set Announced for Late July». TVShowsOnDVD. Consultado em 29 de abril de 2008. Cópia arquivada em 30 de abril de 2008
31. ↑  «Law & Order: Special Victims Unit – Season 7 – Complete [2005] [DVD]». Amazon.co.uk. Consultado em 14 de maio de 2009
32. ↑  «Law & Order: Special Victims Unit – Season 7 (5 Disc Set) (DVD)». EzyDVD. Consultado em 14 de dezembro de 2014. Cópia arquivada em 4 de março de 2016
33. ↑  Lambert, David (21 de novembro de 2008). «Law & Order: Special Victims Unit – 8th Season Set Officially Announced: Date, Price, Packaging and More!». TVShowsOnDVD. Consultado em 21 de novembro de 2008. Cópia arquivada em 8 de janeiro de 2009
34. ↑  «Law & Order: Special Victims Unit – Season 8 – Complete [2006] [DVD]». Amazon.co.uk. Consultado em 15 de abril de 2009
35. ↑  «Law & Order: Special Victims Unit – Season 8 (5 Disc Set) (DVD)». EzyDVD. Consultado em 16 de dezembro de 2014. Cópia arquivada em 17 de dezembro de 2014
36. ↑  Lambert, David (11 de março de 2009). «Law & Order: Special Victims Unit – Early Box Art Arrives for The 9th Year on DVD». TVShowsOnDVD. Consultado em 11 de março de 2009. Cópia arquivada em 17 de março de 2009
37. ↑  «Law & Order: Special Victims Unit – Season 9 – Complete [DVD] [2007]». Amazon.co.uk. Consultado em 4 de outubro de 2010
38. ↑  «Law & Order: Special Victims Unit – Season 9 (5 Disc Set) (DVD)». EzyDVD. Consultado em 16 de dezembro de 2014. Cópia arquivada em 26 de junho de 2015
39. ↑  Lambert, David (29 de junho de 2009). «Law & Order: Special Victims Unit – Our First Look at Probable Package Art for The 10th Year on DVD». TVShowsOnDVD. Consultado em 29 de junho de 2009. Cópia arquivada em 17 de julho de 2009
40. ↑  «Law And Order: Special Victims Unit – Season 10 – Complete [2009] [DVD]». Amazon.co.uk. Consultado em 22 de julho de 2011
41. ↑  «Law & Order: Special Victims Unit – Season 10 (5 Disc Set) (DVD)». EzyDVD. Consultado em 16 de dezembro de 2014. Cópia arquivada em 26 de junho de 2015
42. ↑  Lambert, David (15 de junho de 2010). «Law & Order: Special Victims Unit – 'The 11th Year' DVDs Announced: Date, Cost, Package Art and More!». TVShowsOnDVD. Consultado em 15 de junho de 2010. Cópia arquivada em 19 de junho de 2010
43. ↑  «Law And Order – Special Victims Unit: Season 11 [DVD]». Amazon.co.uk. Consultado em 31 de outubro de 2016
44. ↑  «Law & Order: Special Victims Unit – Season 11 (5 Disc Set) (DVD)». EzyDVD. Consultado em 16 de dezembro de 2014. Cópia arquivada em 26 de junho de 2015
45. ↑  Lambert, David (21 de junho de 2011). «Law & Order: Special Victims Unit – 'The 12th Year' DVDs Announced: Date, Cost, Specs and Box Art». TVShowsOnDVD. Consultado em 21 de junho de 2011. Cópia arquivada em 27 de junho de 2011
46. ↑  «Law And Order – Special Victims Unit: Season 12 [DVD]». Amazon.co.uk. Consultado em 31 de outubro de 2016
47. ↑  «Law & Order: Special Victims Unit – Season 12 (DVD)». EzyDVD. Consultado em 16 de outubro de 2011. Cópia arquivada em 25 de fevereiro de 2012
48. ↑  Lambert, David (6 de julho de 2012). «Law & Order: Special Victims Unit – 'The 13th Year' DVDs Announced: Date, Cost, Details, Box Art». TVShowsOnDVD. Consultado em 6 de julho de 2012. Cópia arquivada em 9 de julho de 2012
49. ↑  «Law & Order: Special Victims Unit – Season 13 (DVD)». EzyDVD. Consultado em 12 de novembro de 2014. Cópia arquivada em 5 de março de 2016
50. ↑  Lambert, David (2 de julho de 2013). «Law & Order: Special Victims Unit – 'The 14th Year' Comes to DVD this Fall from Universal». TVShowsOnDVD. Consultado em 2 de julho de 2013. Cópia arquivada em 5 de julho de 2013
51. ↑  «Law & Order: Special Victims Unit – Series 14 (DVD)». EzyDVD. Consultado em 12 de novembro de 2014. Cópia arquivada em 26 de junho de 2015
52. ↑  Lambert, David (2 de julho de 2014). «Law & Order: Special Victims Unit – Mariska Hargitay Dominates the Cover of 'The 15th Year' DVD Set». TVShowsOnDVD. Consultado em 2 de julho de 2014. Cópia arquivada em 6 de julho de 2014
53. ↑  «Law and Order- Special Victims Unit – Season 15 [DVD]». Amazon.co.uk. Consultado em 7 de março de 2017
54. ↑  «Law & Order: Special Victims Unit – Season 15 (DVD)». EzyDVD. Consultado em 12 de novembro de 2014. Cópia arquivada em 26 de dezembro de 2014
55. ↑  Lambert, David (26 de maio de 2015). «Law & Order: Special Victims Unit – 5-DVD Release of 'The 16th Year' is Announced!». TVShowsOnDVD. Consultado em 26 de maio de 2015. Cópia arquivada em 27 de maio de 2015
56. ↑  «Law and Order- Special Victims Unit – Season 16 [DVD]». Amazon.co.uk. Consultado em 7 de março de 2017
57. ↑  «Law & Order: Special Victims Unit – Season 16 (DVD)». EzyDVD. Consultado em 23 de janeiro de 2016. Cópia arquivada em 11 de março de 2016
58. ↑  Lambert, David (21 de junho de 2016). «Law & Order: Special Victims Unit – Announcement for 'The 17th Year' on DVD». TVShowsOnDVD. Consultado em 21 de junho de 2016. Cópia arquivada em 24 de junho de 2016
59. ↑  «Law and Order – Special Victims Unit – Season 17 [DVD]». Amazon.co.uk. Consultado em 3 de outubro de 2016
60. ↑  «Law & Order: SVU – Season 17 (DVD)». EzyDVD. Consultado em 22 de dezembro de 2016. Cópia arquivada em 20 de dezembro de 2016
61. ↑  Lambert, David (8 de fevereiro de 2018). «Law & Order: Special Victims Unit – NOW AVAILABLE! 'The 18th Year' Arrives on DVD as an MOD Title». TVShowsOnDVD. Consultado em 8 de fevereiro de 2018
62. ↑  «Law and Order: Special Victims Unit – Season 18 (DVD)». ezydvd.com.au
63. ↑  «TV Shows On DVD». www.facebook.com (em inglês). Consultado em 16 de agosto de 2019
64. ↑  «Australian release dates for movies & TV». Consultado em 6 de novembro de 2019
65. ↑  «Law & Order Special Victim's Unit: Season 20». Movie Zyng. Consultado em 6 de novembro de 2019
66. ↑  «Law And Order – Special Victims Unit – Season 20». Sanity. Consultado em 6 de novembro de 2019